# Põhimaantee 5
Die Põhimaantee 5 (Nationalstraße 5) ist eine Fernstraße in Estland. 

## Verlauf
Die Straße zweigt in Sõmeru östlich von Rakvere von der Põhimaantee 1 (Europastraße 20) ab, führt durch diese Stadt und verläuft in generell südwestlicher Richtung an dem Eisenbahnknotenpunkt Tapa vorbei nach Paide, in dessen näherer Umgebung die von Tallinn nach Tartu führende Põhimaantee 2 (Europastraße 263) gekreuzt wird, und weiter parallel zum Fluss Pärnu über Türi in die Stadt Pärnu, wo sie auf die Põhimaantee 4 (Europastraße 67), die Via Baltica, trifft.
Die Länge der Straße beträgt rund 184 km.

## Geschichte
Während der Zugehörigkeit Estlands zur Sowjetunion trug die Straße die Bezeichnung A203.